# عبدالله حاتمیان
عبدالله حاتمیان، چهره سیاسی اصلاح طلب و نماینده مردم درگز، در دهمین دوره مجلس شورای اسلامی است.

## نماینده درگز در مجلس دهم
در دهمین دوره انتخابات مجلس شورای اسلامی، عبدالله حاتمیان، در لیست ائتلاف فراگیر اصلاح طلبان: گام دوم قرار داشت و توانست با کسب ۱۱٬۹۲۰ رای از مجموع ۴۱٬۸۶۵ رای ماخوذه صحیح راهی مجلس دهم شود.